# Papestra cristifera
Papestra cristifera är en fjärilsart som beskrevs av Walker 1858. Papestra cristifera ingår i släktet Papestra och familjen nattflyn. Inga underarter finns listade i Catalogue of Life.